# Vilhelm Tillge
Frederik Vilhelm Tillge (8. února 1843 – 9. února 1896) byl dánský portrétní fotograf. Specializoval se především na fotografické portréty dánských umělců a malířů, které pořizoval u nich v ateliérech v jejich přirozeném prostředí.

## Galerie

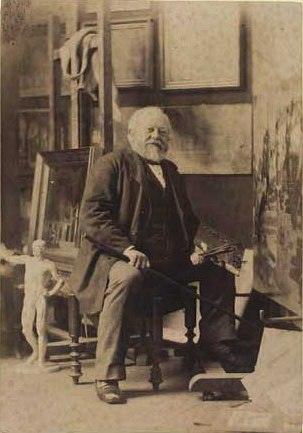
Heinrich Hansen, 1883
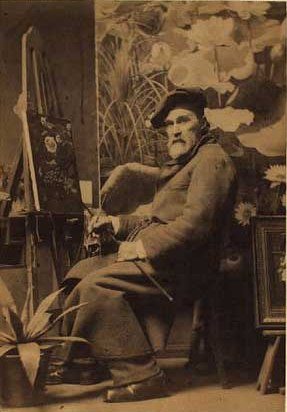
Otto Diderich Ottesen, 1883
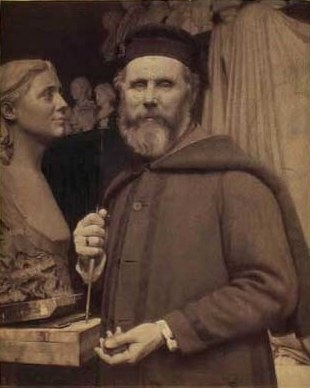
August Saabye
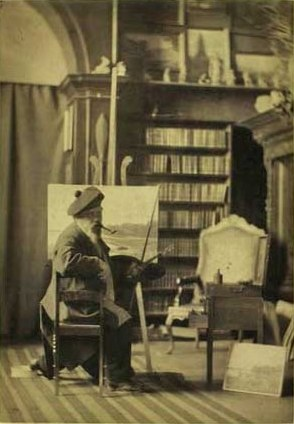
Carl Frederik Aagaard